# Mario Party 9
Mario Party 9 (マリオパーティ9, Mario Pāti Nain) é um jogo eletrônico de festa criado pela Nintendo para a Wii. O nono jogo da franquia Mario Party, foi anunciado no E3 2011 e lançado na Europa, América do Norte, e Austrália em março de 2012, seguido do Japão um mês depois. Foi o primeiro jogo da franquia desenvolvido pelo NDcube, que tomou conta do desenvolvimento da franquia que antes estava em carregue da Hudson Soft, que foi adquirida e dissolvida pela Konami em março de 2012. Também foi o último jogo da franquia Mario publicado para a Wii.
Mario Party 9 foi o segundo e último jogo da série lançado para o Wii, seguido por Mario Party: Island Tour para o Nintendo 3DS em 2013 e Mario Party 10 para o Wii U em 2015.

## Jogabilidade
Como nos títulos anteriores de Mario Party, dois a quatro jogadores se movem em um tabuleiro virtual e jogam minijogos. Um novo elemento de jogabilidade em todos os tabuleiros é que todos os quatro jogadores se movem juntos em um carro. O número de espaços que o jogador move é determinado pelo lançamento do bloco de dados encontrado no jogo. Em vez de tentar coletar moedas para comprar estrelas, os jogadores recebem Mini Stars se passarem por eles. Quem coletar mais Mini Stars ganha o jogo. Ao fazer isso, os jogadores também devem tentar evitar Mini Ztars, que deduz sua quantidade atual de Mini Stars. Mini Stars e Mini Ztars são substituídos por bananas e Z-bananas no tabuleiro "DK's Jungle Ruins".
Os minijogos têm um foco maior na jogabilidade do que no jogo anterior. No entanto, os minijogos não aparecem depois que todos se movem, mas apenas quando um jogador acaba em qualquer um dos espaços ou eventos que acionam um minijogo.  Uma pessoa pode jogar no modo solo para destravar o estágio final, bem como dois personagens jogáveis.
Outra novidade é que cada tabuleiro culmina em uma batalha do chefe que é jogada com todos os jogadores no veículo. Há também uma batalha de chefe no meio do tabuleiro. Existem 82 minijogos em Mario Party 9, divididos em cinco categorias: Free-for-all, 1 vs. Rivals, Bowser Jr., Boss Battle e Extra.
Ao final de cada etapa, o número de Mini Stars que o jogador coleta é convertido em Party Points, que podem ser usados para comprar novas etapas, constelações, veículos, dificuldades e sons no museu.

### Personagens jogáveis
Mario Party 9 apresenta doze personagens jogáveis, sendo dois (Shy Guy e Kamek) desbloqueáveis através do Modo Solo.
- Mario
- Luigi
- Princess Peach
- Princess Daisy
- Wario
- Waluigi
- Yoshi
- Birdo
- Toad
- Koopa Troopa
- Shy Guy
- Kamek

## Enredo
O jogador seleciona um personagem que não é Shy Guy ou Kamek para jogar o Modo História. Uma noite fora do Castelo da Peach, os personagens vêm assistir as Mini Stars brilhar no céu. Enquanto o personagem escolhido procura pelo telescópio, ele percebe que as estrelas estão sendo sugadas por um vórtice, controlado por Bowser e Bowser Jr. em uma espaçonave, que usam uma máquina semelhante a vácuo para sugar as estrelas do céu. Ao testemunhar isso, o personagem lidera um ataque com os outros e parte para derrotá-los e salvar as Mini Estrelas. Shy Guy e Kamek os seguem por trás, como parte do plano de Bowser. O personagem escolhido então viaja por todos os seis cursos para recuperar as Mini Estrelas, lutando contra dois capangas selecionados por Bowser. Eles devem derrotar Shy Guy e/ou Kamek em cada curso, mas terão pelo menos um aliado para os primeiros cinco cursos, a menos que indicado de outra forma. Se Shy Guy ou Kamek vencerem, o jogador deve reiniciar o campo.
O curso final é a estação de Bowser, onde o personagem deve derrotar Shy Guy e Kamek a caminho de derrotar Bowser. As máquinas de Bowser prendendo as Mini Stars são destruídas e todas as Mini Stars retornarão ao céu. O personagem do jogador acenará adeus às estrelas conforme elas partem para o céu noturno. Bowser e Bowser Jr. são vistos voando em seus Carros Palhaços, e seu plano de decorar o castelo com Mini Estrelas é frustrado. Todos os personagens se reúnem para testemunhar as Mini Stars mais uma vez, e a história termina com as frases finais: “E assim a aventura chegou ao fim. Resgatados por (o personagem que o jogador escolheu), os Mini Stars estavam livres para brilhar no céu noturno para sempre."

## Recepção
Mario Party 9 recebeu críticas mistas ou médias de acordo com o site de agregação de críticas Metacritic. No Japão, a Famitsu deu uma pontuação de um nove, dois oitos e um nove, para um total de 34 de 40.
A revista alemã N-Zone deu a Mario Party 9 uma pontuação de 75% para o modo single player e 85% para o modo multiplayer. Nintendo Power disse que "a maioria das 82 atividades do jogo são divertidas", ao comentar que "alguns podem ficar desanimados com as mudanças radicais do jogo". IGN elogiou a melhoria gráfica do jogo e seu estilo de controle. Como os jogos anteriores de Mario Party, IGN criticou fortemente o fator de sorte do jogo. GamesRadar elogiou Mario Party 9 por ser equilibrado, mas criticou a previsibilidade das pranchas. Ashton Raze da GameSpot disse que o jogo é muito "previsível" e "muito familiar". No entanto, ele elogiou a grande variedade de minijogos divertidos e visuais alegres e coloridos do jogo.
Desde setembro de 2012, Mario Party 9 vende 2.24 milões de cópias.